# Friedrich Veit

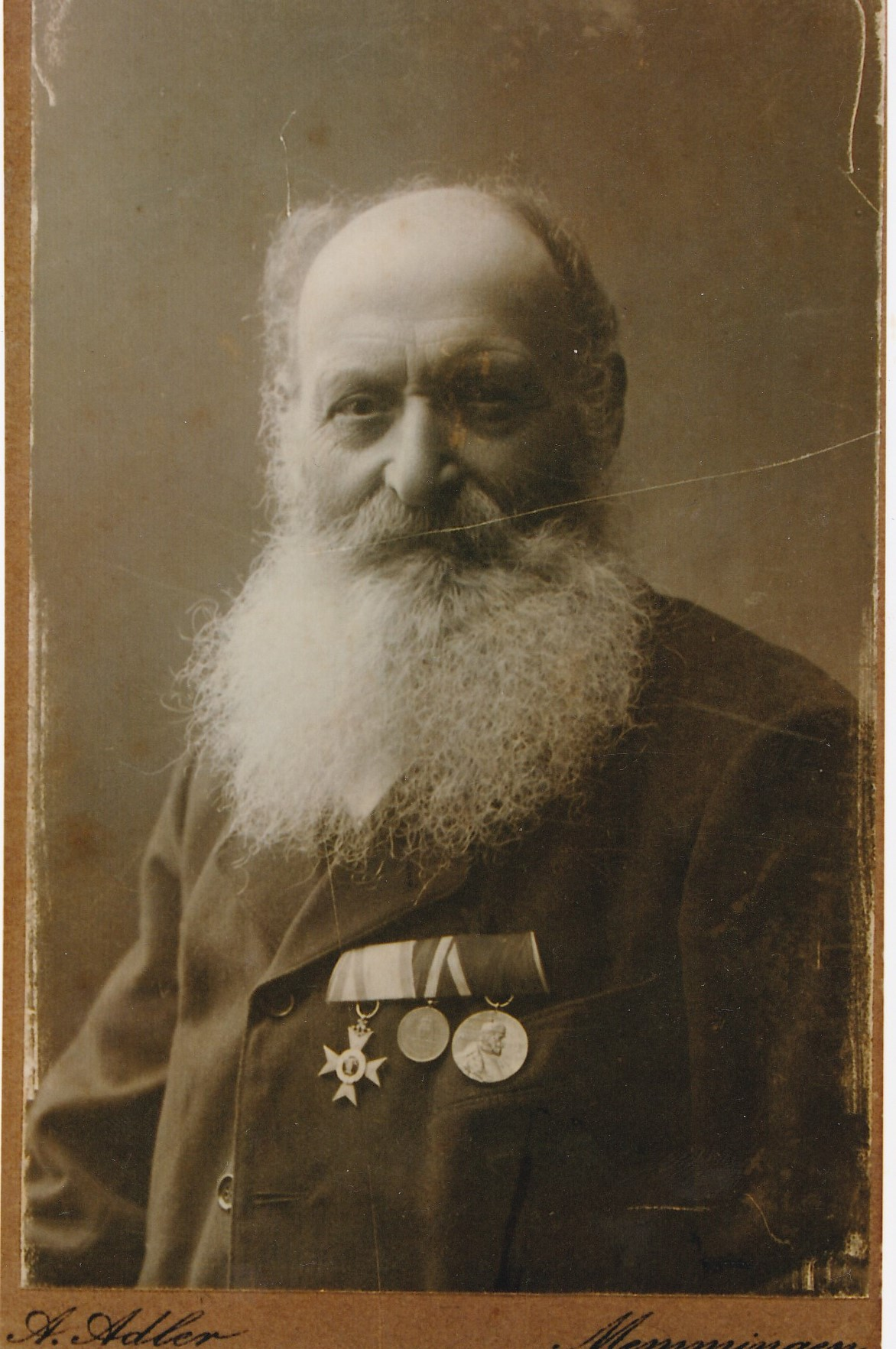
Kirchenpräsident Friedrich Veit

Friedrich Tobias August Veit (* 18. Mai 1861 in Augsburg; † 18. Dezember 1948 in Bayrischzell) war ein deutscher promovierter evangelischer Theologe, Pfarrer und Dekan in München. Im Königreich Bayern war Veit seit 1917 als Präsident des königlichen protestantischen Oberkonsistoriums Mitglied der bayerischen Kirchenleitung. Nach der Revolution von 1918 und der Neuordnung der kirchlichen Verhältnisse war er von 1921 bis 1933 der erste und einzige Kirchenpräsident Bayerns.

## Leben
Friedrich Veit wurde am 18. Mai 1861 als Sohn des Lehrers Samuel Veit und der Sophie Friederike Henriette Veit, geborene Schmelz, in Augsburg geboren. Die väterlichen Vorfahren stammten aus einem alten schwäbischen Bauerngeschlecht, das in Steinheim und Frickenhausen bei Memmingen ansässig war, die der Mutter aus der Mark Brandenburg. Friedrich Veit besuchte in Augsburg zunächst die Volksschule bei St. Jakob und später das humanistische Gymnasium bei St. Anna. Sein Vater starb am 28. April 1877.

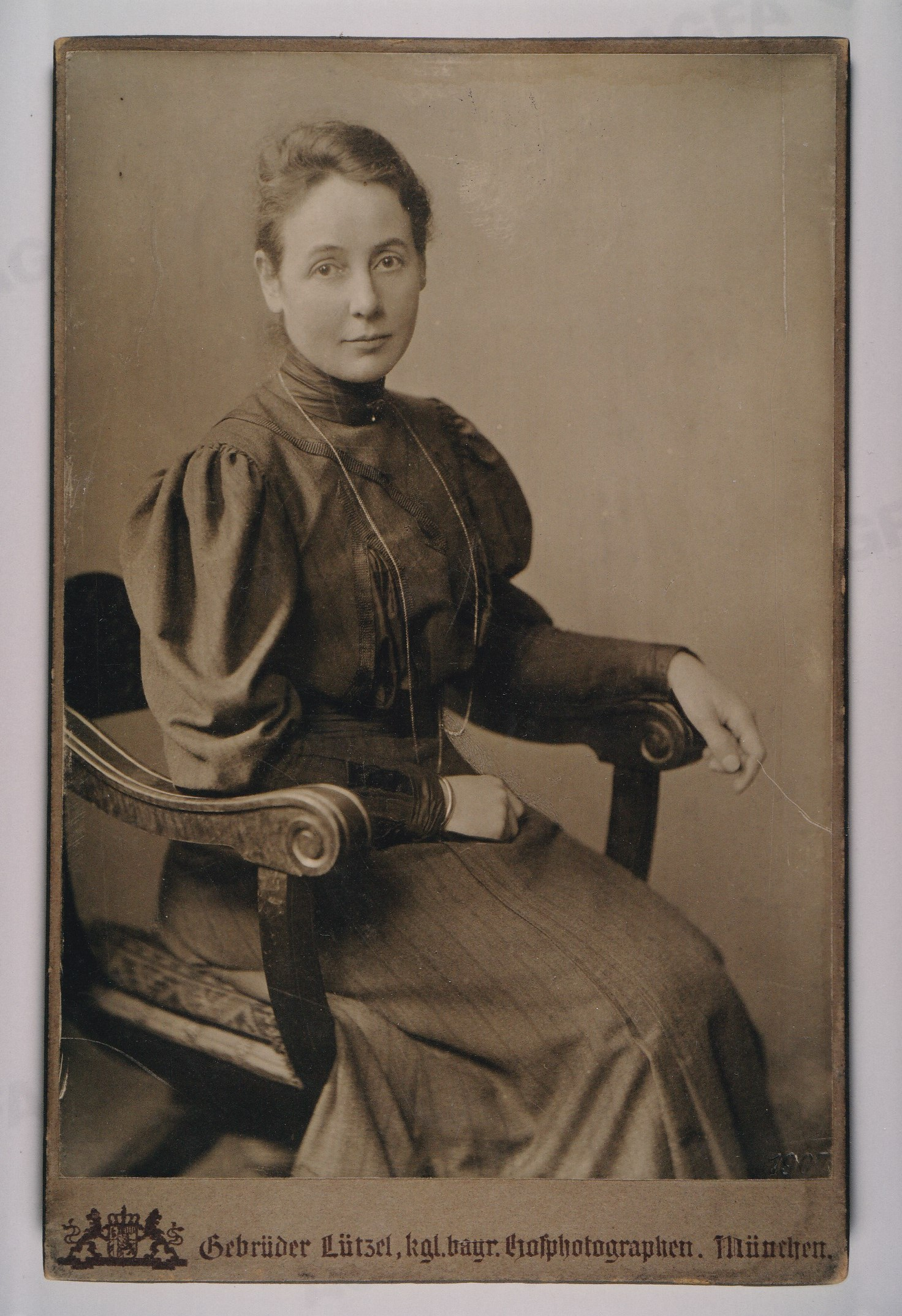
Seine Frau, Hildegard Veit geb. Süskínd aus Rösselsberg

Von 1879 bis 1883 studierte Friedrich Veit Theologie in Erlangen und Leipzig. Während seines Studiums wurde er 1879 Mitglied der christlichen Studentenverbindung Uttenruthia Erlangen und 1880 der SBV Nordalbingia Leipzig. Anschließend wurde er 1883 Kandidat des Predigerseminars in München, wo er am 2. Dezember desselben Jahres ordiniert wurde. 1884 trat Veit eine Reisepredigerstelle mit Sitz in Weilheim in Oberbayern an. Ab Februar 1886 war er Stadtvikar an der Münchner St.-Matthäus-Kirche und wurde von dort  im August 1887 zum Pfarrer von Schwarzenbach an der Saale in Oberfranken berufen.
Im Oktober 1887 heiratete er in Rösselsberg bei Tutzing Hildegard Süskind. Der Ehe entstammten die Söhne Friedrich (1888–1961), Ernst (1891) und Otto (1895).
1891  kehrte Friedrich Veit nach München zurück und übernahm dort die fünfte Pfarrerstelle, im März 1896 die vierte. 1900 wurde er der zweite Pfarrer von St. Matthäus, als der er auch in Volksschulen und Gymnasien sowie beim königlichen Kadettenkorps Religionsunterricht erteilte. 1903 und 1905 war Veit darüber hinaus auch als Saisonprediger in Berchtesgaden tätig. Im Jahr 1905 wurde er zum ersten Pfarrer von St. Markus und zugleich zum Dekan von München ernannt. Zehn Jahre darauf wurde er zum 1. Januar 1915 als Konsistorialrat in das königliche bayerische Oberkonsistorium berufen, der obersten Kirchenbehörde in Bayern unter dem „Summepiscopus“, dem bayerischen König. Nach dem frühen Tod Hermann von Bezzels wurde Friedrich Veit 1917 als Oberkonsistorialrat dessen Nachfolger als Präsident der Behörde bis zur Revolution im November 1918. Im gleichen Jahr übernahm er die Mitherausgeberschaft der Neuen Kirchlichen Zeitschrift, für die er bis 1933 die mit „Zum Neuen Jahr“ betitelten Jahresübersichten verfasste.
Im Herbst 1920 wurde die bayerische Kirchenverfassung unter leitender Mitwirkung Friedrich Veits verabschiedet und Veit zum Kirchenpräsidenten gewählt. Von der Erlanger Universität wurde ihm 1921 als Anerkennung seiner Leistungen der theologische Doktorgrad honoris causa verliehen. Die Kirchenverfassung trat am 1. Januar 1921 in Kraft, womit die bayerische Kirche auch den Titel Evangelisch-Lutherische Kirche in Bayern übernahm. Ab 1922 war Veit zusätzlich Präsident des Deutschen Evangelischen Kirchenbundes. Als Mitglied des Kirchenausschusses übernahm er die Leitung des Schulausschusses. 1925 nahm er an der Stockholmer Weltkirchenkonferenz teil, seitdem ihn eine Freundschaft mit dem späteren Friedensnobelpreisträger Nathan Söderblom verband.

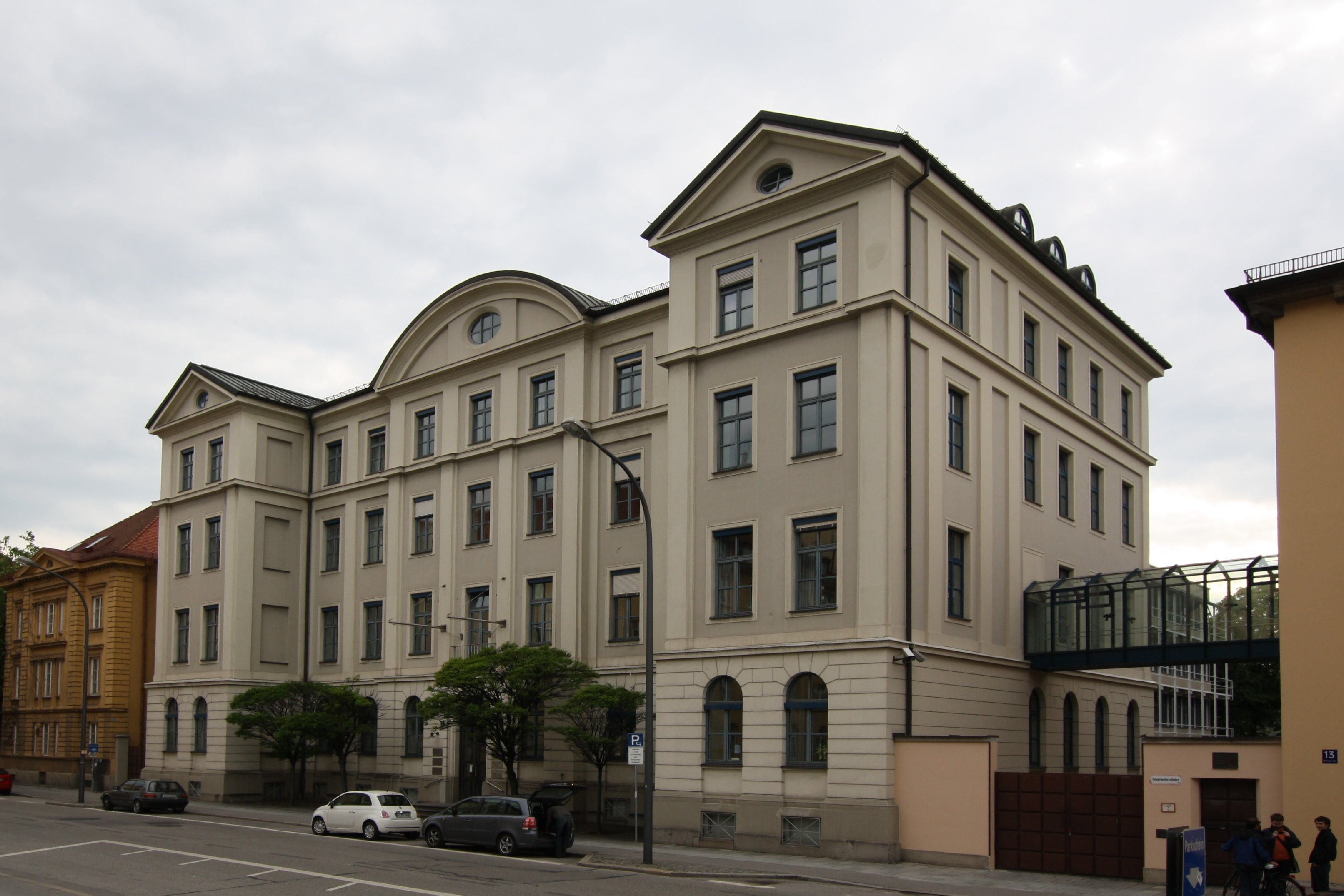
Katharina-von-Bora-Str. 11

In seiner Funktion als bayerischer Kirchenpräsident wirkte er 1924 beim ersten Vertrag einer Landeskirche mit dem Staat, dem bayerischen Staatskirchenvertrag, mit. Ebenso wirkte er bei der Herausgabe eines neuen Gesangbuches im Jahr 1927, eines neuen Katechismus 1928 sowie einer biblischen Geschichte 1932/33 mit. Am 24. Oktober 1928 beteiligte er sich an der Grundsteinlegung des Dienstgebäudes für das Landeskirchenamt München, das heute die Adresse Katharina-Bora-Straße 11 hat.
Nach der Machtübernahme der Nationalsozialisten wurde Friedrich Veit am 11. April 1933 zum Rücktritt von seinem Amt gedrängt und resignierte daraufhin; sein 50. Amtsjubiläum als Pfarrer erlebte er nicht mehr im Dienst. Sein Nachfolger in der Kirchenleitung wurde – mit dem neuen Titel eines Landesbischofs – Hans Meiser. Seine Wohnung an der Isar, die Veit im Ruhestand bezog, verlor er 1944 bei Bombenangriffen, woraufhin er kurze Zeit später nach Bayrischzell zog. Dort starb er am 18. Dezember 1948.

## Leistungen in der Kirchenleitung
Friedrich Veit ist durch seinen Titel „Kirchenpräsident“ einzigartig in der nicht sehr langen Geschichte der Evangelisch-Lutherischen Kirche Bayerns. Denn alle seine Nachfolger seit dem Jahre 1933, in dem Hans Meiser ihn ablöste, trugen dann den Titel „Landesbischof“.
Dass Friedrich Veit in den Jahrzehnten nach dem Zweiten Weltkrieg fast vergessen war, lag wohl daran, dass der Umbruch nach diesem Krieg noch gravierender war als nach dem Ersten Weltkrieg. Aber in dieser schweren Zeit nach dem Ende des Kaiserreichs in Deutschland und dem Ende der Monarchie in Bayern trug er als letzter bayerischer Oberkonsistorialpräsident die Verantwortung für die Lutheraner im Lande Bayern rechts des Rheins. Die epochemachenden Dokumente der Kirchenverfassung von 1920 und des Vertrags der Evangelisch-Lutherischen Kirche mit dem Freistaat Bayern von 1924 waren nach 1945 schon so selbstverständliche Grundlagen der Landeskirche geworden, dass man sich an Friedrich Veit kaum mehr erinnerte. Aber er hat die Umbruchsphase in der Landeskirche während seiner Amtszeit entscheidend mitbestimmt.

### Die Kirchenverfassung von 1920
Grundlage für die Notwendigkeit und Begründung der Kirchenverfassung war der Artikel 137 der Weimarer Reichsverfassung vom 11. August 1919, der feststellt, dass keine Staatskirche existiere. Außerdem war durch die Revolution die Monarchie in Bayern zu Ende gegangen und den früheren „Summepiscopus“ der bayerischen Lutheraner, den bayrischen König, gab es nicht mehr.
Es musste zwar etwas Neues geschaffen werden, aber der amtierende Oberkonsistorialpräsident Veit leitete die Vertragsverhandlungen nach dem selbst gesetzten Grundsatz, keinen Neubau zu versuchen, sondern durch Umbau die bayerische Landeskirche sowohl als Volkskirche wie auch als Bekenntniskirche zu erhalten. In der verfassungsgebenden Generalsynode – vom 17. August bis 12. September 1920 im Ansbacher Schloss – wurde am 10. September die Verfassung einstimmig verabschiedet. Und noch am selben Tag wurde fast einstimmig Friedrich Veit zum Kirchenpräsidenten gewählt.
Mit dem 1. Januar 1921 trat die Kirchenverfassung in Kraft und die bayerische Landeskirche hieß seitdem Evangelisch-Lutherische Kirche in Bayern.

### Das Kirchenpräsidenten-Amt
Friedrich Veit lehnte die Bezeichnung Landesbischof im Hinblick auf die Vielzahl der katholischen bayrischen Erzbischöfe und Bischöfe ab, obwohl er als Kirchenpräsident durchaus eine Art kraftvolles Bischofsamt innehatte, das drei wichtige Bereiche umfasste:
- Er war als der oberste Geistliche der Seelsorger der bayerischen Pfarrer.
- Er war Repräsentant der Kirche im politischen Bereich, also auch im bald entstehenden Kirchenbund der evangelischen Landeskirchen Deutschlands und in der Ökumene.
- Und er war primus inter pares im Landeskirchenrat, der kollegialen Verwaltungsspitze der neuen Evangelisch-Lutherischen Kirche in Bayern.

### Der Staat-Kirche-Vertrag von 1924
Dieser erste Vertrag einer Landeskirche mit der staatlichen Autorität war auch eine Art Modell für die Ausgestaltung des Verhältnisses von Kirche und Staat in den anderen deutschen Ländern. Zur gleichen Zeit wurde auch das katholische Konkordat abgeschlossen.
In diesen Übereinkommen wurde das Verhältnis Staat-Kirche vertraglich geregelt. Kirchenpräsident Veit legte dabei besonderen Wert auf die genaue Ausgestaltung des Schul- und Erziehungswesens. Die wesentlichen Teile dieses Vertrags gelten noch heute. Nach 1945 wurde er nur weiterentwickelt und ausgestaltet. So fielen beispielsweise 1968 die evangelischen Bekenntnisschulen weg, da damals die Christliche Gemeinschaftsschule eingeführt wurde.

### Bewertung der Leistungen Friedrich Veits
Im Vorwort seines Buches Friedrich Veit. Kirchenleitung zwischen Kaiserreich und Nationalsozialismus unterstreicht Wolfgang Sommer folgende Verdienste des ersten und einzigen Kirchenpräsidenten:

„Aus der Zeit der Monarchie hat er die Kirche in die neue Epoche nach dem Ersten Weltkrieg geführt, die politisch und kirchlich eine Zäsur nach Jahrhunderten darstellt.“

Veits kritische Haltung gegenüber dem Nationalsozialismus und der aufkommenden Partei Hitlers würdigt er folgendermaßen:

„Dass die bayerische Landeskirche in der Weimarer Republik bis 1933 vonseiten der Kirchenleitung eine eindeutig antinationalsozialistische Haltung einnahm, ist dem Wirken von Kirchenpräsident Veit zu verdanken.“